# Cabo Lopatka

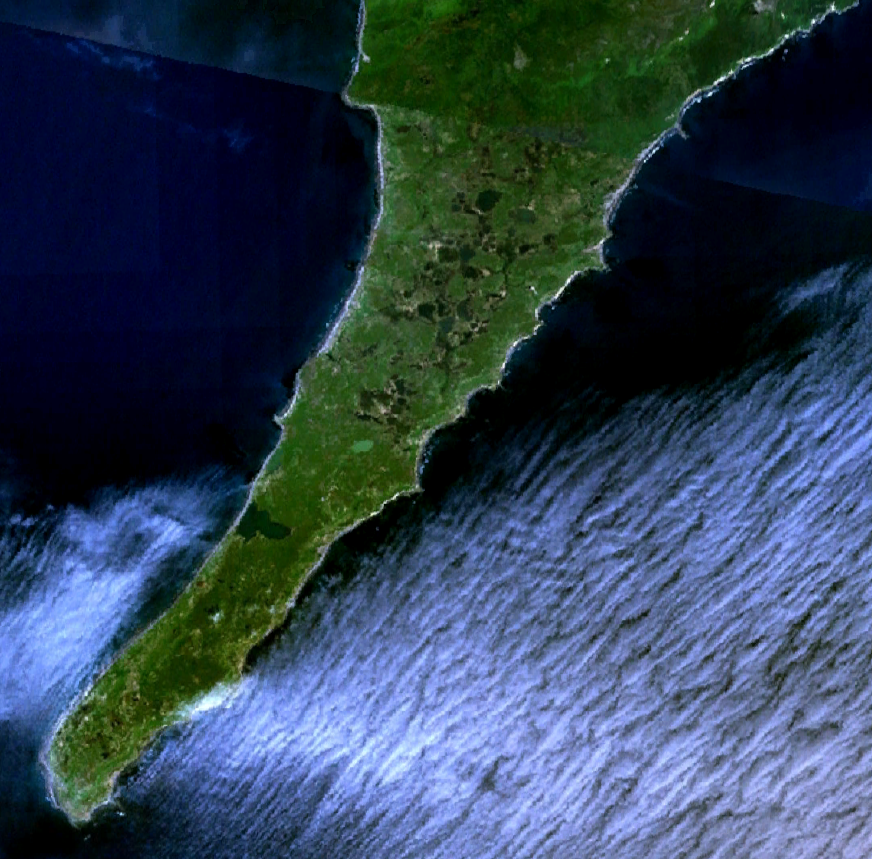
Imagem de satélite do Cabo Lopatka

O Cabo Lopatka (em russo:  мыс Лопатка) é o ponto mais a sul da península de Camecháteca, no extremo oriente da Rússia.
Localizado em 50° 52′ 00″ N, 156° 40′ 00″ L, a cerca de 15 km a norte da ilha Shumshu, uma das Ilhas Curilas.